# John Story (Märtyrer)
John Story (* 1504 in Salisbury; † 1. Juni 1571 in Tyburn) war ein englischer Politiker und römisch-katholischer Märtyrer. Als Rechtswissenschaftler erwarb sich Story einen so guten Ruf, dass er ab 1535 noch vor seiner Dissertation zum Doktor zum ersten Regius Professor of Civil Law ernannt wurde. 1538 wurde er von der Vorlesungspflicht entbunden, da er gleichzeitig schon die allgemeine Vorlesung für Civil Law hielt. An seiner statt hielt Robert Weston die Vorlesungen des Regius Professors. Storys Ernennung lautete auf Lebenszeit, als Belohnung für die guten Dienste, die er Heinrich VIII. bei der Belagerung von Boulogne leistete. 1546 hielt es die Universität für erforderlich, Weston als Stellvertreter durch den König bestätigen zu lassen. Auch nachdem Story als Parlamentarier ins House of Commons gewählt wurde, behielt er den Titel des Professors, wurde aber von Weston vertreten. Als er zu Beginn der Regierungszeit von Eduard VI. ins Exil ging, verlor er auch die Professorenwürde. Nach seiner Rückkehr aus dem Exil am 7. Oktober 1553 wurde er erneut berufen. Nach seiner erneuten Wahl ins Parlament vertrat ihn William Aubrey.

## Leben
John wurde als Sohn von Joan und Nicholas Story von Salisbury geboren und in Hinxsey Hall oder Henxly Hall, University of Oxford ausgebildet, wo er 1535 auch zum Lecturer in Civil Law ernannt wurde. 1537 bis 39 wurde er Leiter von Broadgates Hall, das im 17. Jahrhundert in Pembroke College umbenannt wurde. Story war ab 1539 Mitglied in Doctors’ Commons.
Kurz nach der Inthronisation von König Eduard VI. scheint Story kurzzeitig seinem römisch-katholischen Glauben abgeschworen zu haben. Nachdem aber Story 1545 für den Wahlbezirk Salisbury und 1547 für den Wahlbezirk Hindon in Wiltshire ins Parlament gewählt worden war, wurde er durch seinen Widerstand gegen die Uniformitätsakte von 1549 berühmt, in der die Church of England zur Staatskirche bestimmt werden sollte. Für seinen Ausruf Woe unto thee, O land, when thy king is a child (Wehe dir, o Land, wenn dein König ein Kind ist!) wurde Story durch das House of Commons inhaftiert, kurz danach aber wieder entlassen (24. Januar bis 2. März 1549) und ging ins Exil nach Löwen.
Im August 1553 kehrte er nach England zurück, wo er seine Aufmerksamkeit auf seine Stellung als Regius Professor of Civil Law in Oxford konzentrierte. Er wurde zum Kanzler von Bischof Edmund Bonner der Diözesen von London und Oxford, und Dean of Arches. Unter der nun regierenden katholischen Königin Maria I. von England war Story einer der aktivsten Verfolger von Häretikern, also Protestanten, und einer der Ankläger beim Prozess gegen Thomas Cranmer 1555 in Oxford.
Da Maria bei ihrem Tod kinderlos war, übernahm ihre Schwester Elisabeth I. von England die Regentschaft und nahm erneut den protestantischen Glauben an. Story wurde wieder Parlamentarier 1553 für den Bezirk East Grinstead, April 1554 für Bramber, November 1554 für Bath, 1555 für Ludgershall (Wiltshire) und 1559 für Downton (auch Wiltshire). Als Parlamentarier erweckte er durch seinen Widerstand gegen die Suprematsakte von 1558 (Act of Supremacy 1558) den Unwillen der Königin. Am 20. Mai 1560 wurde er wieder kurz inhaftiert, weil er sich seiner Arbeit für Königin Maria brüstete. 1563 wurde er erneut verhaftet und zur Haft im berüchtigten Gefängnis Marshalsea überstellt. Es gelang ihm aber die Flucht nach Flandern, wo er seine Staatsangehörigkeit aufgab, spanischer Bürger wurde und von einer Pension des spanischen Königs Philipp II. lebte. Der in den Niederlanden regierende Herzog von Alba beschäftigte ihn in den Zollbehörden der Niederlande und er untersuchte einlaufende Schiffe auf häretische Literatur. Noch während er daran arbeitete, wurde er 1570 mit einer List auf ein Schiff im Hafen von Antwerpen gelockt und nach Great Yarmouth entführt.
Trotz seiner Beteuerung, spanischer Bürger zu sein, wurde er des Hochverrats angeklagt. Als Grund führten die Ankläger seine Unterstützung der aufständischen Peers 1569 in Nordengland (Rising of the North) an, die versucht hatten, den Herzog von Alba zur Invasion von England zu verleiten. Am 2. Mai 1571 wurde er zum Tode verurteilt. Das Spektakel des Prozesses beeinflusste den anwesenden Edmund Campion zur Neubewertung seiner Position und seiner späteren Konversion zum Katholizismus. Story wurde am 1. Juni 1571 auf dem Richtplatz von London in Tyburn durch Hängen, Ausweiden und Vierteilen hingerichtet.
1886 wurde John Story von Papst Leo XIII. auf der Grundlage einer päpstlichen Bulle Gregors XVI. von 1859 seliggesprochen.